# 徳洲会
徳洲会グループ（とくしゅうかい、英：Tokushukai Group）は、医療法人徳洲会などを中心とした日本の民間医療グループである。
2019年現在ではグループ全体で71病院、30クリニック・診療所などを運営する。かつてグループの特定医療法人。医療法人は21法人あったが、2022年に医療法人徳洲会への統合が完了した。2020年度の売上高は3,083億円で日本の医療法人で最大である。
離島、医療過疎地、同和地区などの医療などに力を入れている。創設者および初代理事長を務めたのは医師で、衆議院議員も務めた徳田虎雄、2代目理事長は医師の鈴木隆夫、3代目理事長は安富祖久明、そして4代目理事長（現職）は東上震一である。

## 歴史
1973年（昭和48年）、医師・徳田虎雄（以下、原則として虎雄と表記）が大阪府松原市の河内天美駅付近に開設した徳田病院（現在の松原徳洲会病院）をはじまりとする。医療法人徳洲会はその翌々年の1975年（昭和50年）に設立され、その後は西日本を中心に全国に次々に病院や各種医療施設を設立。当初、病院展開は近畿地方や九州地方をはじめ、主に西日本を中心としてきたが、2005年（平成17年）9月には東京都内でグループ初となる東京西徳洲会病院を昭島市に開業した。

### 歴代理事長
- 初代 徳田虎雄（1973年 - 2013年）
- 2代目 鈴木隆夫（2013年 - 2020年）
- 3代目 安富祖久明（2020年 - 2022年）
- 4代目 東上震一（2022年 - ）

### 年表
- 1973年 - 大阪府松原市に理事長・虎雄の苗字を冠した「徳田病院」を開業（現在は更地）。
- 1975年 - 医療法人徳洲会を大阪府大東市に設立。
- 1976年 - 東京都千代田区永田町に東京本部オフィスを開設。
- 1977年 - 大阪市中央区本町に大阪本部オフィスを開設。
- 1979年 - アメリカ・ハワイ州のクィーンズ・メディカルセンターと姉妹提携を結ぶ。
- 1981年 - 特定医療法人の承認を受ける。
- 1995年 - 大阪市中央区本町に徳洲会健康保険組合を設立。
- 2006年 - ブルガリア・ソフィアでソフィア徳田病院（en:Acibadem City Clinic Tokuda Hospital）が開院。
- 2019年 - シーメンスヘルスケアと、人工知能（AI）を使った画像診断や検体検査自動化などの研究でパートナーシップ契約[9]。グループ法人として、文部科学省より学校法人徳洲会と、学校法人徳州会が運営することになる湘南鎌倉医療大学の設置が認可される。
- 2020年 - 湘南鎌倉医療大学を開学。
- 2024年 - 創設者および初代理事長である徳田虎雄が死去。

## 理念と特徴

### 理念
徳洲会グループは、「いつでも、どこでも、誰でもが最善の医療を受けられる社会」を目指し、以下の理念を掲げている。
- 生命だけは平等だ
- 生命を安心して預けられる病院
- 健康と生活を守る病院

### 特徴
徳洲会グループは、上記の理念を達成するために、以下の特徴を持っている。
- 年中無休・24時間オープン
- 健康保険の3割負担も困っている人には猶予する
- 入院保証金・総室（大部屋）の室料・差額冷暖房費等一切無料
- 医療技術・診療態度の向上に絶えず努力する
- 患者からの贈り物は一切受け取らない
- 生活資金の立替・貸与をする

## 組織
- 医療法人徳洲会（医徳）
- 医療法人徳新会 - 四日市徳新会病院、山北徳新会病院[10]
- 一般社団法人徳洲会
- 徳洲会インフォメーションシステム株式会社
- 株式会社未来医療研究センター
- 学校法人徳洲会 - 湘南鎌倉医療大学

かつて存在した組織
- 社会医療法人鹿児島愛心会 - 2019年（平成31年）3月1日、医徳に合併し解散[11]
- 社会医療法人木下会（きおろしかい） - 2019年11月29日、沖徳に合併し解散[12][13]
- 医療法人沖縄徳洲会（沖徳） - 2021年10月1日、医徳に合併し解散[14][15]
- 埼玉医療生活協同組合 - 2022年2月1日、医徳に合併し解散[16]

## 教育
- 2010年（平成22年）4月、仙台市立看護専門学校から看護師養成事業を承継し、仙台徳洲看護専門学校を開学した[17]。
- 2019年（令和元年）9月6日に文部科学省より学校法人徳洲会および湘南鎌倉医療大学の設置が認可され、2020年（令和2年）4月に湘南鎌倉医療大学が開学[18]。

## 政治活動
徳洲会代表・虎雄は1990年（平成2年）より衆議院議員を務め、保守系の政党「自由連合」を設立。同党の主な地盤である鹿児島県第2区（薩摩地方南部と奄美群島）には、徳洲会傘下の医療施設が多数ある。虎雄は1993年（平成5年）の再選時、いったん自由民主党に入党するも、徳洲会と対立する日本医師会の反発で3日で同党を追われている。
虎雄が立候補した奄美群島選挙区の選挙戦では買収合戦となり、対立候補保岡興治の名前と合わせ「保徳戦争」と呼ばれた。
虎雄の息子で、徳洲会理事を務めていた非医師の徳田毅（以下、毅と表記）も2005年（平成17年）に衆議院議員に就任し、自由連合代表を務めた。毅は当選翌年、自由連合から自民党入りし、徳洲会と日本医師会との対立関係の変化がうかがわれた。また、2007年の第21回参院選では、徳洲会は内密に医師会（日本医師連盟）の推薦候補である武見敬三の支援を要請され、支持者名簿の提出に応じたという。なお、武見は落選した。
第23回参院選では公式にかつての対立候補であった園田修光元衆院議員を支援することを表明した。これにより園田は2013年選挙では落選したものの第24回参院選で当選し国政復帰した。
また、徳洲会病院に勤務した経験のある小児科医の阿部知子衆議院議員にも、選挙事務所に職員を派遣し支援していた。

## 評価

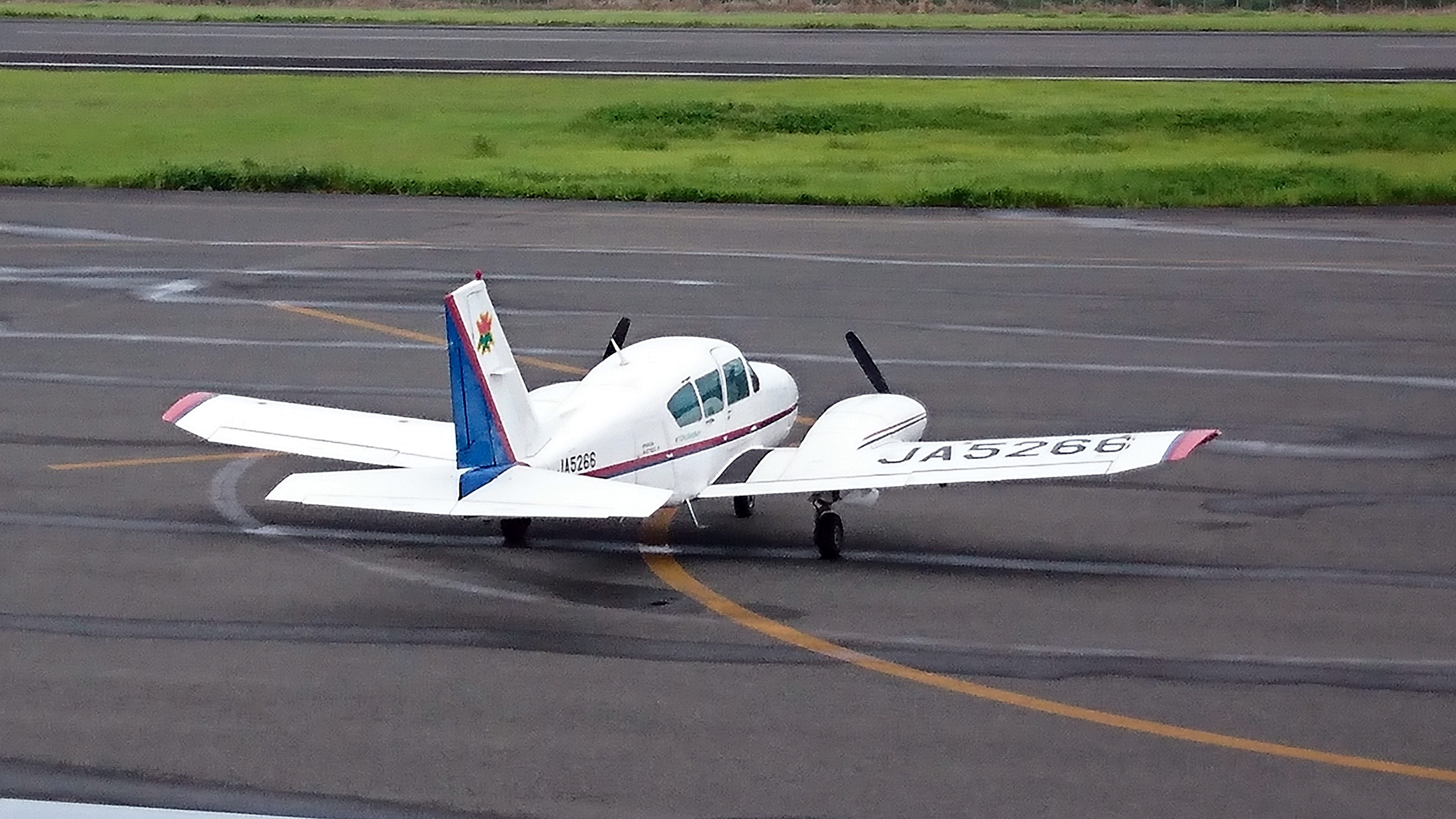
徳洲会グループ所有機（北日本航空管理 JA5266・沖永良部空港）

徳洲会について、医療ジャーナリストの富家孝は、強引な病院建設で地域医療を混乱させた可能性がある一方で、医師会の既得権益に抵抗した結果として、各地で救急医療が受けられるようになったとし、医療界に残した足跡は大きいと評価した。

## 不祥事・事件

### 親族への利益移転
虎雄が1999年に1億円を出資して設立した株式会社徳洲会は、徳洲会系の施設への医療用品・介護用品販売などを行い、年商は800億円を超えていた。同社は、創設者の親族や親族の経営する会社と顧問契約を結び、年1億円を超える報酬を供与していたが、監査報告書でアスカ監査法人から内部統制上の問題があると指摘され、顧問契約を解除した。また、創設者の親族である社長夫妻は、年1億800万円の役員報酬を得ていた他、7名の取締役は全て、創設者の親族だった。
また2012年に設立され、虎雄の親族が代表取締役などの役員を務める徳洲会建物管理株式会社（東京都千代田区麹町）は、徳洲会グループ施設工事などの交渉を代行していたが、利益の一部が親族の管理下に置かれ、裏金などとして使われていたとみられる。

### 暴力団との関係
2008年1月、医療法人徳洲会が奈良県の生駒市立病院計画において指定管理者に内定した際、生駒市議会で、徳洲会と暴力団の関係が問題視された。徳洲会側は当初関係を否定していたが、2013年に当時の徳洲会事務総長が「反社会的勢力に属する者と協力関係」を理由に解任、懲戒解雇された。解任された専務理事は、暴力団との関係は虎雄が始めたものだとし、東京地方裁判所に解雇無効等を求める訴えを提起した。

### 関連人物
- 阿部知子 - 衆議院議員（2017年12月現在:立憲民主党）。元千葉徳洲会病院院長
- 徳田秀子 - 薬剤師。徳洲会副理事長。徳田虎雄の妻、徳田毅の母
- 緒方博丸 - 麻酔科医。元大和徳洲会病院麻酔科部長
- 大久保明 - 鹿児島県伊仙町長。元徳之島徳洲会病院院長
- 佐賀利英 - 薬剤師。かつて仙台徳洲会病院薬剤部に勤務
- 田中和仁 - 体操選手。徳洲会体操クラブ所属、2012年ロンドンオリンピック男子体操団体銀メダルメンバー
- 亀山耕平 - 体操選手。徳洲会体操クラブ所属、2013年世界体操競技選手権金メダリスト（あん馬）
- 岡慎之助 - 体操選手。徳洲会体操クラブ所属、2024年パリオリンピック金メダリスト（団体総合、個人総合、鉄棒）
- 杉野正尭 - 体操選手。徳洲会体操クラブ所属、2024年パリオリンピック金メダリスト（団体総合）
- クブラト・サクスコブルクゴツキ - ブルガリア旧王家の一族、肛門科医。ソフィア徳田病院諮問評議員
- 石井一二 - 元参議院議員、元自由連合幹事長。徳洲会特別顧問